# Ісанов Насирдін Ісанович
Насирдін Ісанович Ісанов (кирг. Насирдин Исанович Исанов; 7 листопада 1943 — 29 листопада 1991) — киргизький державний і політичний діяч, перший прем'єр-міністр незалежного Киргизстану, академік Інженерної академії СРСР.

## Життєпис
1966 року закінчив Московський інженерно-будівельний інститут. Працював майстром, виконробом ділянки будівельно-монтажного управління «Ошгорстрой» міністерства будівництва Киргизької РСР, головним технологом тресту «Ошгорстрой», головним інженером СМУ № 5 тресту «Ошгорстрой».
1969 року вступив до лав КПРС.
Від 1970 року на партійній роботі. Обіймав посади інструктора відділу будівництва Ошського обкому партії, секретаря парткому управління будівництва «Нарынгидроэнергострой» Киргизької РСР. 1974 року отримав пост першого секретаря Ошського обкому комсомолу.
1976 року закінчив Алма-атинську вищу партійну школу. Після цього працював на посадах заступника завідувача, завідувача відділу будівництва й міського господарства ЦК Компартії Киргизької РСР. 1983 року був призначений на пост міністра будівництва республіки. 1986 року став першим заступником голови Державного будівельного комітету Киргизької РСР. Від жовтня 1988 року — голова Іссик-Кульського облвиконкому.
1990 року захистив дисертацію, отримавши ступінь кандидата економічних наук. У грудні того ж року зайняв пост віце-президента Киргизстану. В січні 1991 року очолив уряд. Народний депутат СРСР.
29 листопада 1991 року загинув в автомобільній катастрофі: автомобіль, у якому перебував Ісанов, зіштовхнувся з вантажівкою на шляху Джалал-Абад — Ош.